# 魔法練習生
《魔法練習生 Magical×Miracle》，是水谷悠珠創作的日本漫畫作品。

## 故事簡介
為了成為一名優秀的魔導士，梅兒莉薇離鄉背井來到了魔法王國葳嘉爾德的魔法學校上課。但是，在第一天的上學途中，一個素未謀面的男孩在巧遇她之後，竟然激動地掉下了眼淚，並強行將她給擄走！這究竟是...

## 人物介紹
梅兒莉薇 (巨蟹座)
當席爾斯方替身的女孩子。個性積極開朗。在畢業後奔走各國，因其調停各國紛爭，因而有"銀髮聖女"之稱。
席爾斯方 (射手座)
魔法王國威嘉爾德的大魔導士，已經失蹤很久了，已確定死亡。
懷斯 (雙子座)
席爾斯方的心腹，黑騎士團的團長。愛起哄的人。
祐葉 (天蠍座)
席爾斯方的心腹，魔法省次官。非常嚴厲的人。
葛連 (金牛座)
席爾斯方的心腹，司祭，在城市中教孤兒唸書。
菲倫 (水瓶座)
席爾斯方的心腹，長耳族。嘴巴惡毒是美中不足之處。
雪拉菲雅 (天蠍座)
魔法王國威嘉爾德的公主,未婚夫為席爾斯方。
伊笛爾 (獅子座)
梅兒莉薇的哥哥,葡萄園工作。
亞狄
瓦拉達王國魔導士公會，意圖接管威嘉爾德計畫，一度想殺害雪拉菲雅公主。最後被梅兒莉薇阻止。
法蘭西斯 (水瓶座)
葛連的好朋友,隸屬美賽達教會,學生時期拿獎學金。富裕家庭背景,但與葛連做了朋友。
雷克特 (雙魚座)
梅兒莉薇同學,班長.崇拜祐葉.後來首席畢業生畢業。
雷諾蘿拉
卡迪亞王國將軍,喜歡祐葉。
菲雅奧卡
卡迪亞王國的公主。
露薏
梅兒莉薇同學,露薏小時候朋友在賽爾巴叛亂死去,後來留下信件而得知原因。
莉雅
梅兒莉薇同學。
吉野
梅兒莉薇同學。
緹莉卡
梅兒莉薇學妹,非常崇拜梅兒莉薇。

## 外部連結
- 水谷悠珠部落格 （页面存档备份，存于）（日語）

- 月亮症候群